# Neurofibromatosi tipus 1
La neurofibromatosi tipus I, neurofibromatosi perifèrica o malaltia de Von Recklinghausen, és el tipus més freqüent de neurofibromatosi i va ser descrita per primera vegada el 1882 per Friedrich Daniel von Recklinghausen, un patòleg alemany.

## Epidemiologia
Des de llavors, és clar no tan sols que les neurofibromatosis I són una de les malalties genètiques més freqüents (1/3.500 naixements), sinó també que hi ha diferents expressions de la malaltia que tenen trets diversos. Afecta a totes les races i als dos sexes per igual. La meitat dels casos tenen antecedents familiars de la malaltia i l'altra meitat, aproximadament, es deu a mutacions de novo. Es creu que, com a mínim, un milió d'individus arreu del món la pateixen. La forma descrita per Von Recklinghausen és, amb diferència, la més comuna de totes les neurofibromatosis, arribant aproximadament al 85% dels casos.

## Clínica

### Neurofibromes
Els neurofibromes cutanis estan presents en el >99% dels adults amb NF1 i són els responsables dels principals efectes negatius en la qualitat de vida d'aquests malalts. Cada individu segueix un patró molt particular en la distribució corporal de dits neurofibromes i en el progressiu augment del seu nombre, encara que l'edat i l'embaràs comporten un increment de la quantitat de tumors. En general, però, s'ha observat que en el decurs dels anys els neurofibromes a la pell de l'esquena i de la regió abdominal són els que tenen una major tendència a fer-se més grans i més nombrosos.
Els neurofibromes poden tenir mides enormes. S'ha descrit un cas, intervingut quirúrgicament amb bons resultats, d'un tumor de la variant plexiforme de 6,7 kg de pes. Els neurofibromes plexiformes gegants al cuir cabellut no són gaire habituals, tot i que en adults han estat publicats tumors de més de 80 cm d'eix màxim sense afectació del crani subjacent Alguna vegada, quan creixen al front, la seva infiltració provoca la fractura de la paret de l'òrbita ocular. En nens s'han descrit grans neurofibromes congènits acompanyats de displàsia occipital i meningoencefalocele, i tumors congènits de la mateixa classe difusos i solitaris al cuir cabellut i amb defecte en la volta cranial, però sense criteris de neurofibromatosi. Ocasionalment, en malalts de NF1 de tipus hereditari s'ha vist algun gran neurofibroma plexiforme sobre una taca 'cafè amb llet' subjacent d'excepcionals dimensions.
De vegades les neurofibromes afecten al segment superior del nervi vague (des del angle mandibular a l'articulació esternoclavicular), presentant-se com una massa cervical voluminosa i mòbil a la palpació lateral que amb certa freqüència s'acompanya de disfàgia o tos. El tractament és l'enucleació intracapsular quirúrgica total del tumor. L'afectació de dit nervi pot ser bilateral i sense cap simptomatologia particular, a banda d'inflor local. En algun cas, aquests neurofibromes han estat la causa d'alteracions en la morfologia i disposició de les artèries caròtides.
Un subtipus molt especial de NF1 és la neurofibromatosi familiar espinal, que cursa amb tumors de variades característiques histològiques dintre del conducte raquidi. Inclús s'han descrit alguns casos d'aquesta NF1 sense les habituals taques 'cafè amb llet' o mutacions apreciables al gen corresponent.

#### Malignització
S'ha demostrat in vivo que els tumors malignes associats a la NF1 depenen de l'activitat del complex proteic TORC1/mTOR. Això fa pensar que determinats inhibidors de les cinases, sols o actuant sinèrgicament amb inhibidors dels bromodominis, podrien ser eines útils per tractar dits tumors. Entre un 8 i un 13% de les persones afectes de NF1 tenen un alt risc de presentar un tumor maligne de la beina nerviosa (en anglès: Malignant Peripheral Nerve Sheath Tumor, o MPNST) al llarg de la seva vida. Aquests tumors acostumen a ser més grans que els neurofibromes benignes i, a diferència d'ells, provoquen dolor. Histològicament, els neurofibromes que mostren atípia nuclear, canvis estructurals, elevada cel·lularitat i/o existència de mitosis (>1/50 cèl·lules a gran augment microscòpic) són molt proclius a convertir-se en MPNSTs. De forma inusual, en la NF1 aquests MPNSTs sorgeixen a la pell.

### Afectació musculoesquelètica
Les persones amb NF1 tenen canvis en l'estructura òssia facial que modifiquen la morfologia orbitària, en especial un diàmetre transorbitàri augmentat i una distància més llarga interorbitària que la que presenten els individus sense la malaltia. Aquestes característiques comporten un hipertelorisme ocular (augment de la separació dels ulls) de grau variable en molts d'aquests malalts. Si bé la baixa estatura i la macrocefàlia son trets habituals en la NF1, no es consideren elements diagnòstics. Per contra, la displàsia de l'os esfenoide és un dels criteris diagnòstics ossis més clars, juntament amb la pseudoartrosi. L'agenèsia d'una de les ales de l'esfenoide es veu molt poc en la NF1, sent tributària de reconstrucció facial quirúrgica en casos determinats. Un 10-20% dels pacients amb NF1 pateixen una escoliosi manifesta, la qual pot ser distròfica o no. L'escoliosi no distròfica s'observa preferentment en nens d'edat escolar, presenta uns graus de angulació i rotació moderats i -en general- les seves característiques són similars a les de l'escoliosi idiopàtica de l'adolescent. L'escoliosi distròfica en la NF1 té una curvatura aguda i una important rotació apical que afecta segments curts de la columna. No és rar apreciar un engrandiment del diàmetre del canal espinal, marges vertebrals posteriors fistonejats o unes apòfisis transverses excessivament grans i fusiformes. Amb una freqüència significativa, es veu associada a neurofibromes paravertebrals. Acostuma a progressar ràpidament cap a una deformitat columnar greu. Altres anomalies de l'espina dorsal que acompanyen a la NF1 poden ser cifoescoliosi, espondilolistesi o alteracions de les articulacions costo-vertebrals. Eventualment s'observen meningoceles (sortida de les meninges fora del raquis) toràcics de grans dimensions derivats de defectes als orificis intervertebrals, que es poden confondre fàcilment amb neurofibromes gegants. La incidència de genu varum/valgum entre les persones amb la malaltia és major que la de la població general i algun tipus de deformitat de la paret toràcica es veu en quasi un 50% de les persones amb NF1. Pel que fa als trastorns del metabolisme ossi en general, la prevalença d'osteopènia i d'osteoporosi s'estima en un 48% i un 25%, respectivament i segons les sèries de casos recollides per alguns autors. Això pot manifestar-se com un retard en la curació de les fractures. També s'han descrit casos de raquitisme hipofosfatèmic, amb concurrència d'un dèficit de vitamina D o sense.

### Afectació ocular
Unes lesions habituals, si bé no patognomòniques, en la NF1, són els nòduls de Lisch a l'iris. Histològicament es consideren hamartomes melanocítics, encara que alguns autors opinen que la presència en ells de fibroblasts i mastòcits, inexistents en els nevus melanocítics oculars, suggereix que dits nòduls tenen una major similitud amb els neurofibromes que amb els hamartomes. S'ha observat que els nòduls de Lisch són més nombrosos a la meitat inferior de l'iris, independentment del color que tingui, un fenomen atribuïble a la menor exposició de la meitat superior als raigs UV solars provocada per la parpella i les pestanyes. En canvi, els iris clars presenten més quantitat de nòduls que els foscos, un fet que no es correlaciona amb un augment de les manifestacions neurocutànies. Això podria significar que els gens implicats en la regulació del color de l'iris són factors que modifiquen d'alguna manera l'aparició d'aquestes particulars lesions en la NF1.
Un petit percentatge de pacients també desenvolupa hamartomes retinals. La malaltia pot cursar amb glaucoma i exoftàlmia. En un 30% dels casos, aproximadament, es veuen alteracions de les estructures vasculars de la retina. La tomografia de coherència òptica és una bona tècnica per apreciar totes aquestes lesions intraoculars relacionades amb la NF1.

### Neoplàsies associades

#### Gliomes
En un 15% dels casos diagnosticats durant la infància, la NF1 s'associa a gliomes de les vies òptiques, generalment astrocítics i benignes. La majoria apareixen durant els primers anys de vida i tenen una localització unilateral o quiasmàtica, encara que no és insòlit que siguin bilaterals. Es poden acompanyar d'un engruiximent del nervi òptic i, de vegades, s'estenen pels tractes òptics (les continuacions del nervi que arriben al cervell) afectant inclús nuclis de l'hipotàlem. Els símptomes inicials d'aquests gliomes solen ser una disminució de la visió en color o un defecte aferent papil·lar, seguits després per una pal·lidesa del disc òptic i/o una pèrdua de l'agudesa visual abans dels 6-8 anys que no sempre és fàcil d'objectivar sense controls oftalmològics especials.
Un dels símptomes més suggestius de l'existència de gliomes en el context de la NF1 es la pubertat precoç per hipopituitarisme secundari.

#### Altres
A banda de tumors d'estructures nervioses associats, les persones amb NF1 tenen un considerable risc de desenvolupar un càncer de mama, algunes vegades bilateral. La majoria d'aquestes neoplàsies són carcinomes ductals i tenen pitjor pronòstic que els càncers mamaris no associats a la NF1. El gen NF1 es troba a la regió pericentromèrica del braç llarg del cromosoma 17, la qual també inclou el gen BRCA1. S'ha suggerit la possibilitat d'una interacció entre els dos gens, ara per ara no aclarida.
Els tumors estromals gastrointestinals (TEGI) apareixen en un ≥15-20% dels casos de NF1, encara que alguns treballs indiquen una prevalença més alta. La majoria es detecten al final de la quarta dècada de la vida i poden ser multifocals, predominantment a budell prim. Són neoplàsies d'origen mesenquimàtic, una petita part d'elles -no la totalitat, ja que la resta deriva de mutacions en els gens KIT i PDGFRA- també relacionada amb una mutació del gen NF1. Els TEGIs dins del context d'una NF1 no responen bé al tractament amb imatinib (un inhibidor de la tirosina-cinasa) i acostumen a manifestar-se en forma d'hemorràgies del tracte digestiu que necessiten cirurgia.

### Afectació cardiovascular
Rares vegades, la NF1 cursa amb lesions pulmonars parenquimatoses quístiques associades, que poden ser controlades amb corticoteràpia per inhalació. Una de les complicacions greus de la NF1 es la hipertensió pulmonar, que es manifesta amb dispnea i insuficiència cardíaca dreta. Es pensa que la causa podria ser plexogènica o relacionada amb mutacions de la neurofibromina 1 (una proteïna codificada pel gen NF1). Ja que la neurofibromina s'expressa en les cèl·lules endotelials i els miòcits dels vasos sanguinis, alguns especialistes creuen que podria tenir un paper important en la patofisiologia d'aquesta forma de disfunció pulmonar en la NF1. També s'ha apreciat una significativa incidència d'estenosis de la vàlvula pulmonar cardíaca en les persones amb NF1. Una complicació infreqüent i seriosa de la NF1 és l'hemotòrax espontani. Per regla general, es conseqüència de la ruptura d'alguna de les artèries intercostals secundària als canvis soferts per la seva paret relacionats amb la proximitat d'un neurofibroma toràcic, tot i que la manca d'expressió vascular de la neurofibromina podria ser una concausa facilitadora. L'aparició d'un aneurisma de l'artèria lumbar en malalts amb NF1 és un fet força atípic.

### Afectació digestiva
Treballs recents indiquen que la NF1 provoca en els malalts afectes un restrenyiment crònic des de la infantesa, fet que podria explicar molts dels trastorns gastrointestinals que pateixen i que fins ara es consideraven funcionals. Excepcionalment, s'han descrit alguns casos de concurrència de NF1 i colitis ulcerosa.

### Afectació neurològica
Es pensa que la NF1 infantil comporta determinades alteracions cognitives específiques (que modifiquen l'atenció, la percepció visual, el llenguatge, les funcions executives, el rendiment acadèmic i la conducta), i que afecten a un 50-80% dels nens amb la malaltia. Segons estudis experimentals en animals, la causa d'aquestes alteracions és un augment de l'activitat Ras (un tipus de proteïnes), fet que ocasiona una major inhibició del GABA. Alguns assaigs indiquen que hipolipemiants com la lovastatina podrien millorar aquestes alteracions. En persones adultes que pateixen NF1 ha estat determinada la presència de disfuncions en la memòria operativa, les quals deriven de canvis inhibitoris neurals originats per la malaltia. Aquests pacients tenen escasses habilitats socials i una autonomia limitada, requerint una especial atenció per part dels seus familiars i dels serveis de salut mental.
En nens afectes de NF1 s'ha observat la concurrència de la malaltia de Moyamoya (una vasculopatia cerebral per ara criptogènica que provoca ictus isquèmics de repetició, caracteritzada per estenosi i oclusió de les petites anastomosis vasculars distals de les dues artèries caròtides internes). La prevalença d'aquesta malaltia en els pacients de NF1 és del 0,6% i s'observa amb major freqüència entre la població pediàtrica. Es creu que l'associació entre els dos processos es relacionable amb la proximitat dels corresponents gens dins del cromosoma 17, una circumstància que podria condicionar un fenomen d'al·lelisme. En els nens, no és rar que l'esmentada concurrència es manifesti amb convulsions derivades d'un accident vascular cerebral ràpidament progressiu. En adults, el quadre pot debutar amb una hemorràgia subaracnoidal, de vegades de forma sobtada. Els aneurismes cerebrals en casos de NF1 solen ser asimptomàtics i els ictus per la seva ruptura, especialment els que afecten els dos hemisferis, són rars.

### Afectació renal
Infreqüentment, es desenvolupa una síndrome nefròtica derivada de lesions glomerulars en individus que sofreixen NF1. S'ha descrit algun cas singular d'hipertensió arterial secundària a una estenosi de l'arteria renal resultant de compressió o infiltració de la mateixa per teixit neurofibromatós.

### Altres
Ara per ara, no hi ha evidència de que la NF1 i el piebaldisme (una malaltia autosòmica dominant que provoca zones de despigmentació cutània -leucodèrmia i leucotriquia- per absència local de melanòcits) tinguin cap relació associativa. Alguns autors opinen que les dues malalties poden coexistir en una mateixa persona.
Altres processos que es consideren associats a la NF1 i que acostumen a presentar-se en malalts joves són el xantogranuloma juvenil (una forma particular d'histiocitosi sense cèl·lules de Langerhans), el nevus anèmic o la leucèmia mielomonocítica juvenil.
La concurrència de nevus d'Ota, nevus de Becker i NF1 és raríssima.
Les persones amb NF1 mostren una major sensibilitat a la insulina, nivells més baixos de glicèmia en dejú, visfatina i leptina, així com un nivell d'adiponectina més alt, que les que no sofreixen la malaltia. Aquestes dades podrien explicar l'escassa incidència de diabetis mellitus tipus 2 en els individus que tenen la malaltia.
L'impacte psicosocial de la NF1, tant en joves com en adults i majoritàriament sota la forma de trastorns de l'estat d'ànim, té una considerable importància entre els afectats per aquesta condició.

## Diagnòstic

### Criteris diagnòstics
Els criteris diagnòstics de la NF1 generalment acceptats avui dia són els corresponents al document de consens dels NIH de l'any 1988. Segons aquesta institució la presència de dos o més criteris és suficient per confirmar la malaltia:
- Sis o més taques "cafè amb llet". Més grans de 5 mm en la infantesa o de 15 mm després de la pubertat
- Efèlides axilars o inguinals. Signe de Crowe
- Glioma de la via òptica
- Dos o més nòduls de Lisch en la exploració oftalmològica
- Lesions òssies característiques (displàsia de l'esfenoide o pseudoartrosi d'ossos llargs)
- Dos o més neurofibromes de qualsevol subtipus o un neurofibroma plexiforme
- Antecedents d'un familiar de primer grau afecte

### Diagnòstic diferencial
En nens petits, les seves manifestacions són difícils de diferenciar d'altres malalties genètiques semblants com la síndrome de Legius, la síndrome de Peutz-Jeghers, la melanosi neurocutània, la síndrome LEOPARD (una lentiginosi múltiple) o la síndrome de Watson (que també provoca neurofibromes i taques color café amb llet a la pell), sense emprar tècniques complexes de diagnòstic molecular. El nombre de taques "café amb llet" a la pell no té relació amb la gravetat o la taxa de mortalitat de la malaltia. No és rara l'aparició esporàdica durant la infantesa d'angiomes cutanis o de màcules hipopigmentades.

## Història
Alguns especialistes pensen que al papir Ebers es troba una descripció dels tumors propis de la malaltia, dintre del grup de patologies originades en el "metw" (per als egipcis, qualsevol conducte que relacionés un òrgan amb un altre). Escultures hel·lenístiques presenten possibles alteracions compatibles amb els signes cutanis de la NF1, una hipòtesi interessant difícil de comprovar. Els tumors cutanis observats en les efígies de monedes de cinc emperadors consecutius de l'Imperi Part han estat relacionats amb una possible neurofibromatosis hereditària. S'ha detectat la NF1 en mòmies de l'Imperi Inca, i en obres del pintor Andrea Mantegna. Pel seu impacte visual, la malaltia ha estat il·lustrada moltes vegades al llarg del temps a fi de mostrar les rareses de la natura. La primera menció del caràcter hereditari del trastorn es deu al britànic Mark Akenside (1768). El metge i naturalista alemany Wilhelm G. Tilesius von Tilenau descrigué l'any 1793 el cas d'un pacient de nom Johann Gottfried Rheinhard -conegut com 'l'home berruga'- amb innumerables tumors cutanis, macrocefàlia, escoliosi i taques marrons a la pell. Alguns especialistes pensen que el conegut personatge literari de Victor Hugo, Quasimodo, podria patir una forma avançada de malaltia de Von Recklinghausen. Avui dia, encara existeix una considerable polèmica sobre si Joseph Merrick patí o no NF1.

## Darreres investigacions
El 2015, el grup de recerca de les neurofibromatosis de l'Institut Català d'Oncologia (ICO), l'Institut d'Investigació Biomèdica de Bellvitge (IDIBELL) i l'Institut de Medicina Predictiva i Personalitzada del Càncer (IMPPC) ha desenvolupat nous models en ratolins per a l'estudi del principal tumor maligne associat a la neurofibromatosi del tipus 1. En concret, pel neurofibrosarcoma (també conegut com a neurosarcoma, o -en anglès- Malignant peripheral nerve sheath tumor: MPNST). És un tumor agressiu i de pronòstic dolent, originat a la beina del nervi. Segons les anàlisis estadístiques, un 11,7% de les persones afectes de NF1 presenten un MPNST en algun moment de la seva vida. Ocasionalment, aquestes neoplàsies han estat descrites en pacients amb NF2 sotmesos a irradiació i també poden aparèixer en malalties relacionades amb alteracions en el gen TP53. Els MPNSTs presenten una mala resposta a la quimioteràpia convencional, si bé sembla que combinacions d'inhibidors d'algunes cinases podrien afavorir la regressió de dits tumors. Els resultats in vitro del tractament dels MPNSTs associats a la NF1 milloren si dits inhibidors s'utilitzen conjuntament amb tretinoïna (un metabòlit àcid natural del retinol).
Segons un equip d'investigadors holandesos, més de la meitat dels nens amb NF1 presenta greus problemes motors i es creu que aquest fet no manté cap relació amb l'edat o el cocient d'intel·ligència; per contra, s'associa amb la presència de trastorns autistes o de dèficit d'atenció/hiperactivitat. Seguint aquesta línia de recerca, es desenvolupen assajos clínics en nens autistes afectes de NF1 per avaluar els efectes de les estatines sobre els seus problemes de conducta o de cognició, ja que en models experimentals aquests fàrmacs han demostrat ser beneficiosos.
En nens afectes de NF1 es poden presentar gliomes al tronc de l'encèfal, coexistents o no amb gliomes de vies òptiques. Més de la meitat d'ells (54%) no manifesten símptomes i acostumen a ser diagnosticats als ~7 anys. En aquests casos, el comportament agressiu del tumor és menor i el prónostic vital és millor que el que té un tumor infantil del mateix tipus desenvolupat de forma esporàdica.
Els nens i adolescents amb NF1 tenen un risc 20 vegades superior al de la població general de desenvolupar un rabdomiosarcoma (un tumor maligne del múscul estriat). Aquests tumors poden aparèixer a qualsevol lloc, però una amplia revisió de casos va demostrar que la pròstata i la bufeta urinària són els òrgans d'origen predominants. La concurrència de NF1 i mieloma múltiple és poc freqüent. Alguns especialistes, però, creuen en la possible existència d'un vincle indirecte entre les dues patologies. Fonamenten aquesta hipòtesi en el fet que la haploinsuficiència del gen NF1 podria modificar la via de transducció de senyal RAS/MAPK, induint així la fosforilació terminal de la cinasa ERK.